# Recreo estudiantil

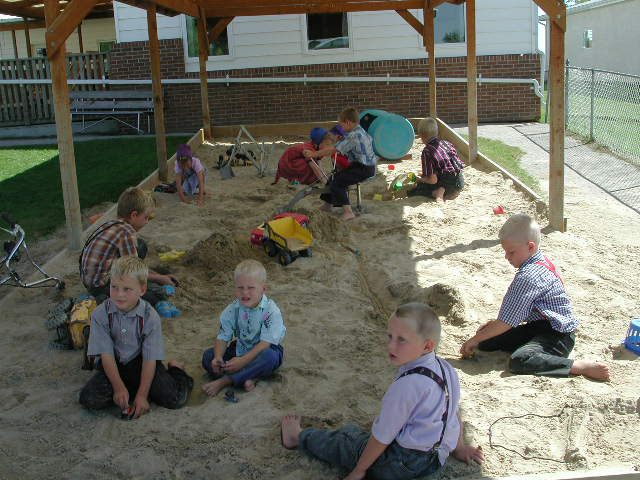
Tiempo de recreación en el arenero de una escuela.

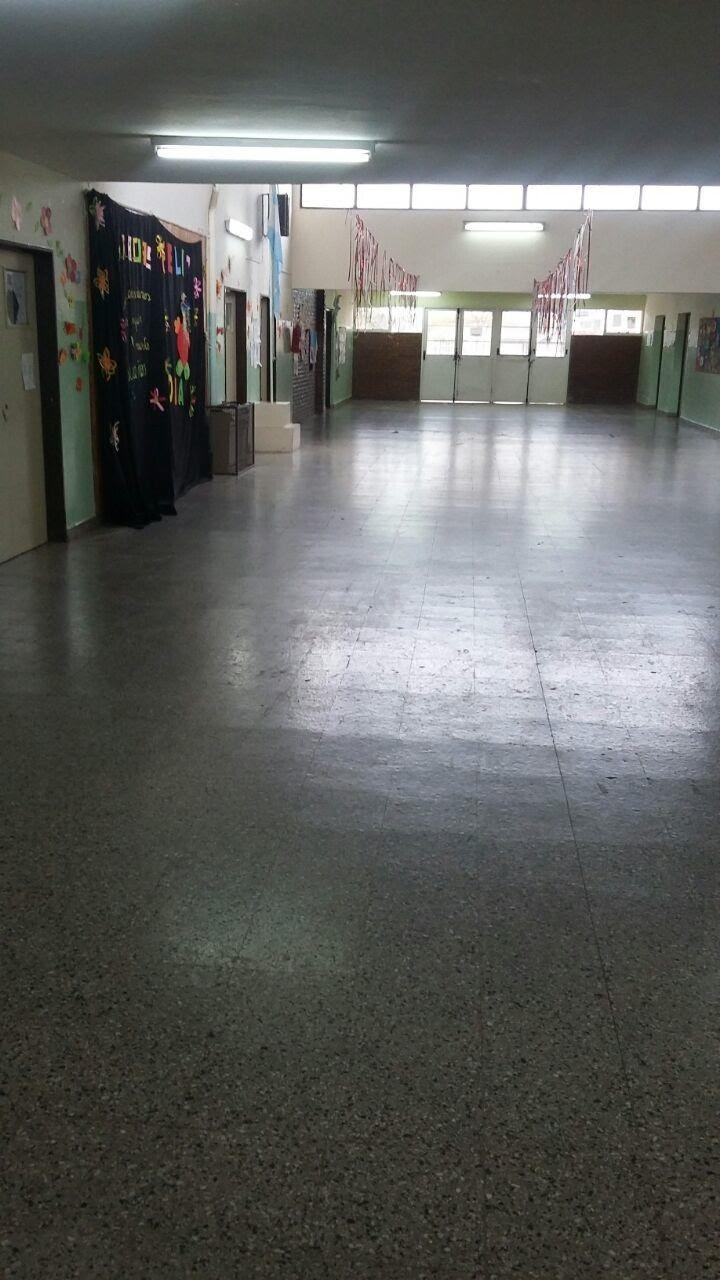
Los recreos o espacios de juego pueden realizarse dentro de los Establecimientos Educativos. Ejemplo de una galería para recreo

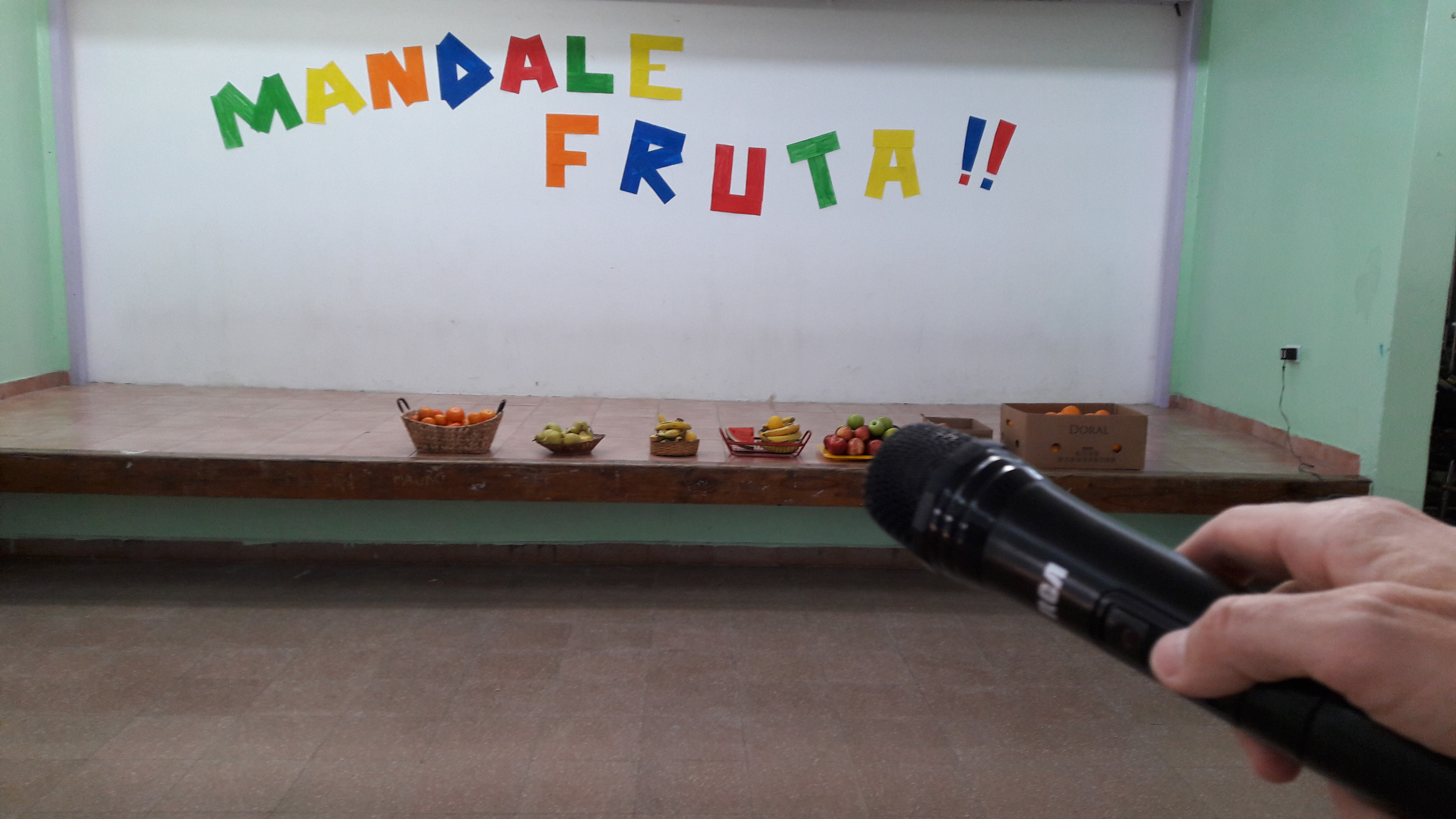
Recreos saludables en las escuelas de Viedma.

El recreo o receso es un período de tiempo entre lecciones durante la jornada de un centro educativo, en la que los alumnos pueden realizar libremente actividades tales como charlar, comer, ir al baño, jugar, descansar. Los recreos sirven como ámbito de interacción social, de recreación y de descanso. Los centros educativos suelen tener patios de recreo. En otros casos, por ejemplo en escuelas rurales, se permite que los alumnos salgan del centro educativo al entorno circundante.
Para los estudiantes escolares, el momento de recreo es un tiempo de esparcimiento y de disfrute, pues implica salirse de la rutina de las clases y, de alguna u otra manera, sentirse liberados.
Los recreos suelen durar entre 30 y 40 minutos. Los que ocurren a la hora del almuerzo suelen ser más largos, a veces para dar tiempo a los alumnos de comer en sus propias casas o en sitios cercanos al centro, o incluso en el propio centro de estudios. En escuelas y liceos de Alemania, hay dos recreos cortos de mañana y uno largo para el almuerzo. En la educación primaria y secundaria del Reino Unido, Australia y Estados Unidos, hay una única pausa corta de mañana y una larga al mediodía. En la educación terciaria, los recreos son menos frecuentes y reglamentados, ya que en esos tiempos los alumnos suelen quedarse en los corredores, o ir a la biblioteca o a la cafetería.
En algunos centros educativos se prescinden de los recreos para disminuir la duración de la jornada, lo cual redunda en mayor tiempo libre para alumnos y trabajadores, y asimismo en menor duración de la jornada laboral, con su consecuente menor costo en salarios y electricidad. Algunos especialistas critican esta medida, con el argumento de que "Las actividades en los recreos son parte fundamental del proceso de aprendizaje de los alumnos y ayudan a mejorar el clima de trabajo durante las horas de clase".
Por otra parte, resulta importante señalar que el juego, en sus diferentes manifestaciones, es una característica fundamental del recreo, según lo destacan los niños y las niñas. Independientemente del grado en el que se encuentren, en su mayoría, el juego es lo que más les gusta del recreo, es lo que prefieren hacer durante el recreo y es lo más importante.
Cabe afirmar que el recreo puede concebirse como un espacio que permite el desarrollo integral de los niños y las niñas, pues no solamente implica el movimiento y la actividad física, sino que contribuye al desarrollo del lenguaje emocional, cognitivo y social. Todas estas bondades deben ser tomadas en cuenta por el personal docente, con el fin de propiciar espacios de recreo sanos, seguros y adecuados para la población infantil.